# Les Bulles de savon animées
Les Bulles de savon animées je francouzský němý film z roku 1906. Režisérem je Georges Méliès (1861–1938). Film trvá zhruba 4 minuty.

## Děj
Kouzelník pomocí kouře nechá objevit ženu. Poté vyfoukne dvě hlavy žen, kterým dodá tělo. Všechny tři ženy nechá zmizet, aby je nechal znovu objevit a zmizet. Kouzelník se následně promění v bublinu, která zmizí ve chvíli, kdy se kouzelník objeví. Kouzelník a jeho dva pomocníci se na závěr ukloní a odejdou.